# Molophilus morulus
Molophilus morulus är en tvåvingeart som beskrevs av Alexander 1929. Molophilus morulus ingår i släktet Molophilus och familjen småharkrankar. Inga underarter finns listade i Catalogue of Life.